# Bo Svensson (militär)
Bo Robert Svensson, född 21 augusti 1937 i Örebro Olaus Petri församling, Örebro län, död 21 oktober 2013 i Sollefteå församling, Västernorrlands län, var en svensk militär.

## Biografi
Svensson avlade studentexamen 1957. Han avlade officersexamen vid Krigsskolan 1962 och utnämndes samma år till fänrik vid Livregementets grenadjärer, som han kom att tillhöra till 1991. Han befordrades till kapten 1970 och gick Högre stabskursen vid Militärhögskolan 1970–1972. Han befordrades till major 1973, var lärare vid Infanteriskjutskolan 1973–1977, var lärare vid Militärhögskolan 1979–1982 och befordrades till överstelöjtnant 1982. Han var avdelningschef i Utbildningssektionen vid staben i Bergslagens militärområde från 1986 chef för Planeringsenheten vid Livregementets grenadjärer 1988–1991. Han befordrades till överste 1991 och var chef för Ångermanlandsbrigaden tillika ställföreträdande chef för Västernorrlands regemente 1991–1992. Svensson befordrades till överste av första graden 1993 och var chef för Västernorrlands regemente tillika befälhavare för Västernorrlands försvarsområde 1993–1997.